# Merci pour chaque nouveau matin
Pour plus de détails, voir Fiche technique et Distribution.
Merci pour chaque nouveau matin (en tchèque : Díky za každé nové ráno) est un film tchèque réalisé par Milan Šteindler sorti en 1994.

## Synopsis
L'héroïne principale est une adolescente, Olga Hakunděková. L'histoire se déroule durant les années 1970, après le Printemps de Prague, alors qu'Olga devient une femme, connaît sa première déception amoureuse et se débat avec d'autres pièges de cette époque.
Le film est divisé en plusieurs parties successives, chacune suivant une certaine partie de la vie d'Olga.

## Fiche technique
- Titre : Merci pour chaque nouveau matin
- Titre original : Díky za každé nové ráno
- Titre anglais : Thanks for Every New Morning
- Réalisation : Milan Šteindler
- Scénario : Halina Pawlovská
- Musique : Petr Ulrych
- Photographie : Jiří Krejčík Jr.
- Montage : Věra Flaková
- Société de production : Česká televize
- Pays :  République tchèque
- Genre : Comédie
- Durée : 100 minutes
- Dates de sortie :  République tchèque : 3 novembre 1994

## Distribution
- Ivana Chýlková : Olga
- Franciszek Pieczka : père d’Olga
- Alena Vránová : mère d’Olga
- Tereza Brodská : Dása
- Barbora Hrzánová : Lenka
- Dagmar Edwards : Sarka
- Miroslav Etzler : Mirek
- Petr Čepek : célèbre écrivain
- Hana Davidová
- Tomás Hanák : Lesik
- John Hench : Américain
- Karel Hermánek : Orest
- Vilma Jamnická
- Miriam Kantorková
- Alena Karesová
- Michal Kocourek
- Nadezda Kreclová : grand-mère Sarka
- Ivo Kubecka
- Jirí Langmajer : Honza
- Jevgenij Libeznuk : Eugen Libezniuk
- Václav Mares
- Jana Matulová-Steindlerová : Jana Steindlerova
- Ján Melkovic : oncle Ondrej
- Ján Mildner
- Monika Naceva
- Halina Pawlowská : Vasilina
- Zdenek Pechácek
- Oleg Reif
- Sabina Remundová
- Vasil Rusinák : Michal le fort
- Pavel Schwarz : Oskar Kahler
- Ján Sedal
- Milan Steindler : membre de la police de la Sûreté de l'État
- Szidi Tobias : Romka
- Radomil Uhlir
- Karel Urbánek
- Pavel Vangeli
- Pavel Vondruska
- Tomáš Vorel

## Distinctions

### Lions tchèques
En 1994, le film a été nommé dans les catégories du Meilleur premier rôle masculin (Franciszek Pieczka) ainsi que du Meilleur rôle secondaire féminin (Barbora Hrzánová) aux lions tchèques. Il a également gagné les prix du Meilleur film, du Meilleur réalisateur (Milan Šteindler), du Meilleur premier rôle féminin (Ivana Chýlková) ainsi que du Meilleur scénario (Halina Pawlovská).

### Lubuskie Lato Filmowe
En 1995, durant la 25e édition du festival, alors qu'aucun prix principal n'est desservi, le film a obtenu un prix spécial/une mention spéciale du jury. 

### Festival international du film de Moscou
Durant la 19e édition du festival international du film de Moscou qui a eu lieu en 1995, le film tchèque a reçu le prix Silver George.

### Nomination à la 68e cérémonie des Oscars
Le film a été proposé par la République tchèque à la 68e cérémonie des Oscars dans la catégorie du meilleur film en langue étrangère (nommé Oscar du meilleur film international dès 2019), mais n'a pas été accepté en tant que nommé.